# Herman Watzinger
Herman Watzinger (* 20. April 1916 in Wiesbaden; † 1986 in Peru) war ein norwegischer Ingenieur mit den Fachgebieten Hydrologie und Thermodynamik.

## Leben
Watzinger wurde als Sohn des deutschen Maschinenbauingenieurs und Hochschulprofessors Adolf Watzinger (1879–1959) in Wiesbaden geboren. Da sein Vater in Norwegen an der Norwegischen Technischen Hochschule in Trondheim tätig war, wuchs er in Norwegen auf. Nach seinem Schulabschluss absolvierte Watzinger ein Studium in Hydrologie und Thermodynamik an der Technisch-Naturwissenschaftlichen Universität Norwegen in Trondheim. Seine anschließende Promotion an der Universität musste er wegen des Zweiten Weltkrieges abbrechen. Nach dem Ende des Zweiten Weltkrieges beschaffte er sich für eine entsprechende Anstellung ein Visum für einen längeren Aufenthalt in den Vereinigten Staaten.  In New York lernte er Thor Heyerdahl kennen. Er wurde als Teilnehmer der Kon-Tiki-Expedition im Jahr 1947 bekannt. Durch Watzingers Kontakte zum Pentagon konnte die Expedition mit Proviant und Ausrüstung versorgt werden. An Bord des Kon-Tiki-Floßes war Watzinger der zweite Kommandant und verantwortlich für die meteorologischen und hydrographischen Messungen. Nach der Expedition kehrte er nach Lima, Peru zurück, wo er unter anderem als technischer Berater und Leiter bei dem Unternehmen W. R. Grace & Co og Atlas in der Fischereibranche tätig war.  1952 wurde er mit dem Orden al Mérito por Servicios Distinguidos vom Peruanischen Außenministerium ausgezeichnet. Watzinger war anschließend der Leiter einer norwegischen Fischmehlfabrik in Pisagua in Nord-Chile, die Fischmehl in die USA und nach Europa exportierte. 1970 war er für die Ernährungs- und Landwirtschaftsorganisation (FAO) in der Hauptabteilung Fischerei in Rom tätig. Von 1977 bis 1979 war er stellvertretender Generaldirektor der FAO. Anschließend kehrte er wieder nach Peru zurück, wo er 1986 als norwegischer Staatsbürger starb.